# World RX de Argentina
El World RX de Argentina es un evento de Rallycross en Argentina válido para el Campeonato Mundial de Rallycross. La carrera debutó en la temporada 2014, en el Autódromo Rosendo Hernández en la localidad de San Luis. La carrera se trasladó al Autódromo de Rosario en Rosario, Santa Fe para el año 2015.

## Ganadores
| 2014 | San Luis | Petter Solberg       | Reinis Nitišs        | Toomas Heikkinen     | Petter Solberg       | Petter Solberg       | Reinis Nitišs       | Petter Solberg   |
| 2015 | Rosario  | Andreas Bakkerud     | Timmy Hansen         | Timmy Hansen         | Cancelada            | Robin Larsson        | Timmy Hansen        | Robin Larsson    |
| Año  | Circuito | Ganador Qualifying 1 | Ganador Qualifying 2 | Ganador Qualifying 3 | Ganador Qualifying 4 | Ganador Semifinal 1  | Ganador Semifinal 2 | Ganador Final    |
| 2016 | Rosario  | Petter Solberg       | Petter Solberg       | Petter Solberg       | Petter Solberg       | Johan Kristoffersson | Andreas Bakkerud    | Andreas Bakkerud |